# (35384) 1997 WK37
1997 WK37 (asteroide 35384) é um asteroide da cintura principal. Possui uma excentricidade de 0.22651780 e uma inclinação de 2.61757º.
Este asteroide foi descoberto no dia 29 de novembro de 1997 por LINEAR em Socorro.